# 254 до н. е.

## Події
- під час Першої північної війни військові дії концентруються в західній частині Сицилії.